# E Township (Maine)
Pour les articles homonymes, voir E.
Le township d'E est un township non-incorporé du comté d'Aroostook, dans le Maine, aux États-Unis.

## Géographie
E est situé au nord-est du comté d'Aroostook, juste un peu à l'ouest de Blaine, et au sud-ouest de Mars Hill. Le point le plus haut de la région est le mont Nineteen, culminant à 366 m. La plantation est seulement accessible par Blaine, via la E Plantation Road, la seule voie pavée dans le township.
Le township d'E ne doit pas être confondu avec le township au nom similaire, le township E, situé dans le comté de Franklin, dans le même état.

## Histoire
E est incorporée en tant que plantation le 26 septembre 1898. Le 1er juillet 1990, les habitants locaux votent pour la dissolution de l'entité pour être intégré dans le village de Blaine, dans l'espoir des baisser les taxes. Au recensement des États-Unis de 1990, la population d'E était de 64 habitants. Dans un rapport d'audit de 2011, on y recensait deux tours météorologiques, une sur la montagne 19, au sud, et une à Burnt Land Ridge, au nord-ouest. Les résidents d'E étaient auparavant éduqués par la Maine School Administrative District 42, mais après la dissolution du township, les élèves ont dû être relocalisés à Blaine, en plus de recevoir des droits de scolarité.